# Stefano Garzelli
Stefano Garzelli (ur. 16 lipca  1973 w Varese) – włoski kolarz szosowy, zawodnik grupy UCI Professional Continental Teams Vini Fantini-Selle Italia, zwycięzca Giro d’Italia (2000) i Tour de Suisse (1998).

## Najważniejsze osiągnięcia
- 1998
  - 1. miejsce w Tour de Suisse
    - 1. miejsce na 5. i 6. etapie
- 1999
  - 1. miejsce w GP Miguel Indurain
  - 1. miejsce na 3. etapie Vuelta al País Vasco
- 2000
  -  1. miejsce w Giro d’Italia
    - 1. miejsce na 18. etapie

  - 1. miejsce na 8. etapie Tour de Suisse
  - 1. miejsce na 4. etapie Settimana Lombarda
  - 1. miejsce w Gran Premio Nobili Rubinetterie
- 2001
  - 1. miejsce na 5a etapie Vuelta al País Vasco
  - 1. miejsce na 7. etapie Tour de Suisse
  - 14. miejsce w Tour de France
- 2002
  - 2. miejsce w Liège-Bastogne-Liège
  - 1. miejsce na 2. i 5. etapie Giro d’Italia
  - 1. miejsce w GP Industria & Artigianato di Larciano
- 2003
  - 2. miejsce w Giro del Trentino
    - 1. miejsce na 1. etapie

  - 2. miejsce w Giro d’Italia
    - 1. miejsce na 3. i 7. etapie
    - 2. miejsce na 12. i 14. etapie
- 2004
  - 1. miejsce w Vuelta a Aragón
  - 1. miejsce na 2. etapie Tour de Romandie
  - 6. miejsce w Giro d’Italia
    - 1. miejsce na 19. etapie

  - 11. miejsce w Vuelta a España
- 2005
  - 1. miejsce w klasyfikacji punktowej Tour de Romandie
  - 1. miejsce w Tre Valli Varesine
  - 2. miejsce w Trofeo Melinda
- 2006
  - 1. miejsce w Rund um den Henninger-Turm
  - 1. miejsce na 4. etapie Tour de Luxembourg
  - 2. miejsce w Clásica de San Sebastián
  - 1. miejsce w Tre Valli Varesine
  - 1. miejsce w Trofeo Melinda
- 2007
  - 1. miejsce na 3. etapie Giro del Trentino
  - 1. miejsce na 14. i 16. etapie Giro d’Italia
- 2008
  - 2. miejsce w Settimana Internazionale di Coppi e Bartali
  - 2. miejsce w Vuelat a Murcia
  - 2. miejsce w Giro del Trentino
    - 1. miejsce na 2. i 4. etapie

  - 1. miejsce na 2a i 3. etapie Vuelta a Asturias
  - 2. miejsce w Trofeo Melinda
  - 1. miejsce w GP de Wallonie
- 2009
  - 2. miejsce w Tirreno-Adriático
  - 6. miejsce w Giro d’Italia
    - 1. miejsce na 4. etapie
    -  1. miejsce w klasyfikacji górskiej

  - 2. miejsce w Trofeo Melinda
- 2010
  - 1. miejsce w Tirreno-Adriatico
  - 1. miejsce na 16. etapie Giro d’Italia
- 2011
  -  1. miejsce w klasyfikacji górskiej Giro d’Italia

- - po 17 latach: 26-05-2013 koniec kariery, zakończenie wraz z wyścigiem Giro d’Italia